# Nokia 7200
Nokia 7200 - model telefonu komórkowego wyprodukowanego przez firmę Nokia, działający w pasmach GSM 900, 1800 MHz.

## Dane techniczne

### Parametry techniczne
- Częstotliwość: 900, 1800 MHz
- Wymiary: 86x50x26 mm
- Masa: 115 g
- Akumulator: 760 mAh (BL-4C)
- Czas czuwania: do 300 godz.
- Czas rozmowy: do 5 godz.

### Wyświetlacz
- Rozdzielczość: 128x128 TFT
- Liczba kolorów: 65 tys. kolorów

### Transmisja danych
- GPRS: Klasa 8 (4+1)
- IrDA
- WAP: 2.0
- EMS
- MMS
- Java

### Dźwięki
- dzwonki polifoniczne

### Funkcje
- Książka telefoniczna
- Funkcje głosowe
- Dyktafon
- Gry
- Aparat fotograficzny: 640x480 VGA